# مامان کوچولو
مامان کوچولو (به فرانسوی: Petite Maman) فیلمی داستانی در ژانر درام و فانتزی به کارگردانی سلین سیاما محصول سال  ۲۰۲۱ است. این فیلم اولین نمایش خود را در هفتاد و یکمین جشنواره بین‌المللی فیلم برلین در تاریخ ۳ مارس ۲۰۲۱ داشت و در تاریخ  ۲ ژوئن ۲۰۲۱  توسط شرکت پیرامید دیستریشن در فرانسه اکران شد.
این فیلم هم‌چنین با استقبال گسترده منتقدان روبرو شد.

## داستان
داستان این فیلم درباره‌ی دختر هشت ساله‌ای به نام نلی است که به تازگی مادربزرگ مورد علاقه‌ خود را از دست می‌دهد. او به والدینش کمک می کند تا خانه کودکی مادرش را تمیز کنند و در آنجا با دختری همسن و سال خود که در حال ساختن‌ یک خانه درختی در جنگل است، ملاقات می کند.

## بازیگران
- جوزفین سانز (در نقش نلی)
- گابریل سانز (در نقش ماریون)
- نینا موریس (در نقش مادر)
- استفان واروپن (در نقش پدر)
- مارگوت آباسکال (در نقش مادربزرگ)

## نظر منتقدین
مامان کوچولو مورد تحسین گسترده‌ای منتقدان قرار گرفت. در وب‌سایت جمع‌آوری نقد روتن تامیتوز ۹۳ درصد از ۲۰۳ منتقد، اجماع این وب‌سایت می‌گوید: «مامان گوچولو با ابعاد روایی کوچک اما عمیقاً تأثیرگذار، مراقبه‌ای ظریف و قدرتمند در مورد غم است.». در متاکریتیک، این فیلم بر اساس  ۳۷ منتقد، امتیاز ۹۳ از  ۱۰۰ را به خود اختصاص داده است. مارک کرمود، منتقد انگلیسی فیلم، آن را فیلم مورد علاقه خود در سال ۲۰۲۱ نامید و نوشت: «چه شش ساله باشید یا شصت ساله، در حالی که اشک چشمان خود را پاک می‌کنید این شعر سینمایی خیره‌کننده و امیدوارکننده قلب شما را سوراخ می‌کند، ذهن شما را وسعت می‌بخشد و روح شما را شاد می‌سازد."

## جوایز
- برنده بهترین فیلم خارجی جشنواره سن‌دیه‌گو.[۴]
- نامزد خرس طلایی جشنواره برلین.